# Destricted
Destricted ist eine Kurzfilmsammlung verschiedener Regisseure, bei welcher die Grenzen zwischen Kunst und Pornographie ausgelotet werden. Es wurde eine britische, sowie eine US-amerikanische Version veröffentlicht, die aber unterschiedliche Kurzfilme enthalten.
2006 wurde die britische Version veröffentlicht und beinhaltet 7 Kurzfilme:
- Balkan Erotic Epic – Marina Abramović
- Hoist – Matthew Barney
- Sync – Marco Brambilla
- Impaled – Larry Clark
- We Fuck Alone – Gaspar Noé
- House Call – Richard Prince
- Death Valley – Sam Taylor-Wood

2010 folgte die amerikanische Fassung mit 8 Kurzfilmen:
- Green Pink Caviar – Marilyn Minter
- Hoist – Matthew Barney
- Four Letter Heaven – Cecily Brown
- Impaled – Larry Clark
- We Fuck Alone – Gaspar Noé
- House Call – Richard Prince
- Scratch This – Sante D’Orazio
- Cooking – Tunga

Inhaltsbeispiel:
In Sam Taylor-Woods achtminütigem Death Valley kommt ein junger Mann (Chris Raines) in einem Tal ins Bild, zieht sein rotes T-Shirt aus, holt seinen Penis heraus und masturbiert, bis er ejakuliert.